# Erick Jiménez
Erick Manuel Jiménez Morales  (San José, 6 de septiembre de 1980) es un futbolista costarricense. Se desempeña como delantero. Actualmente milita en el equipo de San Rafael de Heredia de la Primera División de LINAFA.

## Clubes como jugador
| Club                 | País       | Año               |
| -------------------- | ---------- | ----------------- |
| Alajuelense          | Costa Rica | 2001 - 2007       |
| Cartaginés           | Costa Rica | 2007 - 2008       |
| Puntarenas FC        | Costa Rica | 2008              |
| Deportivo Marquense  | Guatemala  | 2008 - 2009       |
| San Carlos           | Costa Rica | 2009 - 2010       |
| Deportivo Mixco      | Guatemala  | 2010 - 2012       |
| Belén FC             | Costa Rica | 2012              |
| UCR                  | Costa Rica | 2012              |
| San Rafael (Heredia) | Costa Rica | 2013 - Actualidad |